# آستان امامزاده احمد بن محمد حنفیه
آستان امامزاده احمد بن محمد حنفیه مربوط به سدهٔ ۸ تا ۱۰ ه‍.ق است و در شهر قم، خیابان پانزده خرداد واقع شده است. این اثر در تاریخ ۲ آبان ۱۳۷۸ با شمارهٔ ثبت ۲۴۲۷ به عنوان یکی از آثار ملی ایران به ثبت رسیده است.